# L'Affaire Bronswik
L'Affaire Bronswik est un film d'animation en papiers découpés canadien réalisé par Robert Awad et André Leduc, sorti en 1978, qui mêle fiction et réalité.

## Synopsis
Sous les apparences d'un documentaire sérieux mais avec beaucoup de clins d'œil au spectateur, le film raconte comment un dispositif électronique (une « aliénode ») placé dans les téléviseurs de marque Bronswik a entraîné une épidémie d'achats compulsifs. Il explique aussi l'enquête consécutive faite par les « trologues » pour démasquer la supercherie : une entreprise sans scrupules agissant dans le but de mousser les ventes d'entreprises clientes.

## Fiche technique
- Réalisation : Robert Awad et André Leduc
- Production : René Jodoin
- Maison de production : Office national du film du Canada
- Son : Gilles Quintal
- Montage : Robert Awad
- Montage sonore : Gilles Quintal
- Montage musique : Gilles Quintal
- Mixage : Michel Descombes
- Animation : André Leduc, Robert Awad, Jean-Michel Labrosse
- Narration : Michel Mongeau
- Durée : 23 min 25 s

## Récompenses et distinctions
- Médaille de Bronze, Annual Awards Competition / International Film & Television Festival, du 5 au 7 novembre 1980, New York - États-Unis
- Statuette Chris - catégorie Commerce et industrie, Festival international du film et de la vidéo, 23 octobre 1980, Columbus - États-Unis
- Gerbe d'Or - catégorie Meilleur film humoristique, Golden Sheaf Awards / Festival du court métrage et de la vidéo, du 12 au 17 novembre 1979, Yorkton - Canada
- Certificat pour une réalisation remarquable - catégorie court métrage pour distribution en salle, Golden Gate Awards Competition & International Film Festival, du 10 au 21 octobre 1979, San Francisco - États-Unis
- Diplôme de Mérite, International Film Festival, du 1 au 18 juin 1979, Melbourne - Australie
- Prix du COLIOP (Comité Lillois d'opinion publique), Festival international du film documentaire et de court métrage, du 2 au 10 décembre 1978, Lille - France
- Plaque d'Argent, Festival international du film, du 3 au 19 novembre 1978, Chicago - États-Unis
- Troisième Prix - Prix spécial attribué au film le plus humoristique - assorti d'une bourse de 5000 S.A., Festival international du film de court métrage, du 27 au 31 octobre 1978, Linz - Autriche
- Etrog pour le meilleur court métrage pour distribution en salles, Prix Génie, du 14 au 21 septembre 1978, Toronto - Canada